# Microsoft Windows 98
Windows 98 (Codename: Memphis) ist ein ab 25. Juni 1998 von Microsoft vertriebenes Betriebssystem für Rechner mit 32-Bit-Architektur ab dem Intel 80486 und kompatiblen. Microsoft beendete den Support für Windows 98, Windows 98 SE und Windows ME ab 11. Juli 2006. Diese Betriebssysteme sind im Wesentlichen eine stetige Weiterentwicklung von Windows 95 (1995).

## Geschichte
Die Beta-Version „Memphis“ durchlief insgesamt drei Beta-Phasen und eine Pre-Beta-Phase. Die Pre-Beta erschien im Dezember 1996 und ist ab einem bestimmten Datum nicht mehr lauffähig. Als Boot-Logo der Pre-Beta wird „Microsoft Memphis Developer Release“ angezeigt. Sie bietet keine sichtbaren Neuerungen, selbst in den Systemeigenschaften heißt sie noch Windows 95. Allerdings bietet sie z. B. USB-Unterstützung.
Später erschien die Beta 1. Sie beinhaltet folgende Neuerungen:
- In den Systemeigenschaften wird der Hauptprozessor identifiziert (dies wurde in der finalen Version entfernt).
- Titelleisten und Farbverläufe können verändert werden.
- Die Systemsteuerung zeigt den Punkt „Scanners and Cameras“ an.

Mit der Beta 2 wurde „Memphis“ in Windows 98 umbenannt. Da ursprünglich bereits ein Release im Jahr 1997 geplant war, war vorher der Name Windows 97 geplant. Das Setup hat (bis auf ein paar Bilder während des Kopiervorgangs) das Aussehen des Setups der finalen Version. Das Boot-Logo trägt unter dem Schriftzug „Windows 98“ den Untertitel „Microsoft Internet Explorer“, der Untertitel wurde in der finalen Version entfernt. Der Internet Explorer 4.0 ist enthalten und bringt alles mit, was in der finalen Version dabei ist:
- Active Desktop
- Shellerweiterungen

Zudem befindet sich in der Systemsteuerung der Punkt „Benutzerverwaltung“. Außerdem können Ordner mit einem Klick geöffnet werden.
Ursprünglich sollte Windows 98 im November 1997 – und nicht ein 95 C – veröffentlicht werden, allerdings verschob sich dieser Termin bis zum Frühling 1998. Microsoft verkündete offiziell, dass diese Verzögerung dazu diene, ein Upgrade von Windows 3.1 auf Windows 98 zu ermöglichen, in Wirklichkeit integrierte Microsoft währenddessen ihren Internet Explorer 4.01 unlöschbar tief ins Betriebssystem, um so Netscape im laufenden Browserkrieg aggressiv vom Markt zu verdrängen. Erst unter Schadensersatz-Klagen gegen Microsoft im Jahr 1999 wurden unfaire Details öffentlich.

## Technische Eigenschaften
Windows 98 ist, wie bereits sein Vorgänger, ein 16-Bit/32-Bit-Hybrid-System. Es verwendet, wie alle Betriebssysteme der Win9x-Reihe, ein 16-Bit MS-DOS-Betriebssystem zum Start und basiert teilweise darauf. Windows 98 unterstützt, wie schon der Vorläufer Windows 95, echtes präemptives Multitasking. Das bedeutet, dass das Betriebssystem bei der Zuteilung von CPU-Zeit an aktive Programme eine strikte Kontrolle durch feste Zeitscheiben ausübt. Eingeschränkt ist diese Konsequenz nur durch Hardwarezugriffe, die länger als die zugeteilte Zeitscheibe dauern, z. B. Timeouts. Konsequenter Speicherschutz ist bei Windows 98 nicht gewährleistet; ihn bietet die Windows-NT-Linie (dort mit dem Nachteil des Verlustes der Abwärtskompatibilität zu älterer Software, die direkten Zugriff auf physikalische Adressen benötigt). Windows 98 ermöglicht den Betrieb von 32-Bit-Windows-Programmen, 16-Bit-Windows-Programmen, sowie mithilfe des mitgelieferten MS-DOS 7.1 den Betrieb von DOS-Programmen. Windows 98 ist wesentlich größer als sein Vorgänger. Windows 98 erstellt beim ersten erfolgreichen Systemstart eines jeden Tages automatisch oder manuell eine Sicherungs-Kopie der Registrierung. Es verkaufte sich als Upgrade zu Windows 95 von Anfang an gut.

## Neuerungen der ersten Ausgabe im Vergleich zu Windows 95
Windows 98 führt, im Gegensatz zu Windows 95 nicht mehr einzelne Hintergrundprogramme im 16-Bit-Modus aus. Aber selbst hier kommen immer noch einzelne Dienstprogramme im 16-Bit-Modus zum Einsatz.
Mit Windows 98 führte Microsoft das „Win32 Driver Model“ (WDM) ein, welches auf dem Gerätetreibermodell von NT basierte. Das 2001 folgende Model hieß Windows Driver Foundation.
Weitere Neuerungen waren z. B. bessere AGP- und USB-Unterstützung (beides bereits ab Windows 95 B, aber die USB-Unterstützung ist dort noch rudimentär, so dass die meisten Hardwaretreiber sich erst ab Windows 98 installieren lassen), Unterstützung von ACPI, Festplattenpartitionen größer als 2 GB mit FAT32-Dateisystem (bereits ab Windows 95 B). Einige Funktionen, die sich bei Windows 95 mit dem Internet Explorer 4.0 nachrüsten lassen, sind bei Windows 98 bereits integriert. Dazu gehören die Integration des Internet Explorers in die Benutzeroberfläche, der Active Desktop, der verbesserte Windows Explorer (bessere Bedienung, UNC-Pfade und Netzwerkrechner lassen sich über die Adresszeile ansteuern).
Ferner war Windows 98 das erste grafische Betriebssystem von Microsoft, das mehrere Monitore unterstützte.

## Zweite Ausgabe
Windows 98 SE (Second Edition) (Build 2222) wurde am 5. Mai 1999 veröffentlicht. Die deutschsprachige Version war am 10. Juni 1999 verfügbar.
Entscheidende Verbesserungen gegenüber der Erstausgabe sind unter anderem – neben einer weiter verbesserten USB-Unterstützung – wesentliche Erweiterungen in der Netzwerkunterstützung, wie z. B. die Internetverbindungsfreigabe (ICS), welche die gemeinsame Nutzung einer einzigen Verbindung ins Internet durch mehrere Rechner ermöglichte. Allerdings war diese Funktion problembehaftet, schwer zu aktivieren und nicht immer stabil. Weiter neu war die Möglichkeit einer unbeaufsichtigten Installation.
Andere SE-Funktionen wie DirectX 6.1, Internet Explorer 5.0, Windows Media Player 6.1, Microsoft Data Access Components (MDAC), Microsoft Installer (MSI) etc. sind im Vorgänger installierbar.

## Systemvoraussetzungen
Als Voraussetzungen gibt Microsoft an:
- x86-Prozessor kompatibel mit 486DX oder 486SX (ab Windows 98 SE: mindestens 66 MHz)
- 16 MB Arbeitsspeicher (RAM)
- Für die Standardinstallation sind ca. 195 MB freier Festplattenspeicher erforderlich (je nach Systemkonfiguration und gewählten Installationskomponenten zwischen 120 MB und 295 MB)
- CD-ROM- oder DVD-ROM-Laufwerk (für die Installation)
- VGA-kompatible Grafikkarte
- Maus oder kompatibles Zeigegerät

Diese Systemvoraussetzungen nennt Microsoft als Mindestvoraussetzungen für die Installation und einen sinnvollen Betrieb.

## Support und Lebenszyklus

### Update- und Patchsupport
2003 entschied Microsoft in Anbetracht der häufigen Nutzung des Systems weltweit, den Support mit Patches statt wie geplant bis Januar 2004 bis zum 11. Juli 2006 zu liefern. Danach wurde zudem die Windows-Update-Funktionalität beendet, wodurch auch die bereits erschienenen Updates nicht mehr über Windows Update bezogen werden konnten.

### Unterstützung von Hardware
Alle als PC-kompatibel geltenden Chipsätze und gängige Hardware, die zum Zeitpunkt der Auslieferung auf dem Markt waren, funktionieren mit Windows-Standardtreibern. Neuere Hardware läuft ebenfalls unter Windows 98, sofern ein solcher Support durch den Hersteller vorgesehen ist. Ab Mitte 2006 unterstützen Hauptplatinen-Chipsätze Windows 9x nicht mehr mit angepassten Treibern.
Eine Besonderheit der Second Edition ist, dass diese sowohl alte Windows-Gerätetreiber als auch neue WDM-Treiber unterstützt. In Windows Me werden nur WDM-Treiber unterstützt. Damit bietet SE die Möglichkeit, sowohl alte Hardware, für die es keine WDM-Treiber gibt, als auch neue Hardware mit WDM-Treibern zu kombinieren, oder aber je nach Stabilität den alten Windows-Treiber oder den neueren WDM-Treiber einzusetzen.
Windows 9x kann MBR-formatierte Festplatten über 128 GB mit den Standardtreibern ohne 48-Bit-LBA-Unterstützung ansteuern, aber ein Schreibzugriff auf eine Datei oberhalb dieser Grenze führt durch Überschreiben zum Datenverlust. Die 128 GB gelten dabei pro tatsächlich vorhandener Festplatte (physikalisches Laufwerk) und nicht pro partitioniertem logischem Laufwerk. Das gilt auch für extern angeschlossene USB- und FireWire-Festplatten. Einige Hersteller bieten Treiber an, mit denen der Betrieb großer Medien problemlos möglich ist.
Um mehr als 512 MB Arbeitsspeicher betreiben zu können, sind kleine Veränderungen, z. B. an der system.ini, notwendig. Dazu wird der VCache begrenzt. Ab 1 bis 2 GB muss der adressierbare physische Speicher MaxPhysPage begrenzt werden, um die Stabilität des Systems aufrechtzuerhalten.
Eine direkte Installation und Ausführung von Windows 98 auf Hardware ab ungefähr 2006 ist aufgrund fehlender Treiber oder inkompatibler Geräte (Arbeitsspeicher über 1,5 GB, NVMe etc.) nur eingeschränkt oder gar nicht möglich. Windows 98 kann auch in einer virtuellen Maschine oder mit einem Emulator betrieben werden, falls diese Windows 98 unterstützen.

### Support für Anwendungssoftware
Etliche Softwarehersteller haben Windows 9x einige Jahre weiter unterstützt, nachdem Microsoft den Support beendet hatte. Die letzte installierbare Version von Microsoft Office ist Office XP, OpenOffice.org unterstützt Windows 98 bis einschließlich Version 2.4.3. Internet Explorer 6 ist die letzte Version für Windows 98. Firefox 2 wurde bis zur Version 2.0.0.20, Opera bis zur Version 10.5 gepflegt. Die letzte Flash-Version ist 9.262.

### Community-Patches
Im Jahr 2005 wurde von Hobbysten unter dem Namen Inoffizielles Windows 98 SE Service Pack ein Community-Pack veröffentlicht, das zahlreiche Updates enthielt. Per 2024 wurde die diesbezügliche Supportseite von Creopard weiterhin aktuell gehalten.
Durch Verwendung des Open-Source-Patchs KernelEx ist es möglich, einige für Windows XP geschriebene Programme unter Windows 98 zu verwenden (etwa Firefox 3). Das wird durch umfangreiche Anpassungen von Windows-DLL-Systemdateien erreicht, mit denen fehlende API-Funktionen nachgerüstet werden. Da KernelEx ein inoffizieller Patch ist, gibt es keine offizielle Unterstützung und der Benutzer arbeitet auf eigenes Risiko.

## Trivia
Bei der Vorführung des Betriebssystems durch Bill Gates auf der CES 1998 stürzte das Betriebssystem beim Anschluss eines Scanners über USB mit einem Blue Screen of Death ab, was sichtlich zum Amüsement des Publikums beitrug.